# Serguéi Vóronov
Serguéi Yevguénievich Vóronov (en ruso: Сергéй Евгéньевич Вóронов, noviembre de 1987) es un patinador artístico sobre hielo ruso retirado. Ganador del Trofeo NHK de 2017, medallista de plata en 2014 y bronce en 2015 del Campeonato Europeo de patinaje. Dos veces ganador del Campeonato Nacional de Rusia en 2008 y 2009. Medallista de bronce de la Final del Grand Prix de 2014-2015.

## Carrera
Nació en el año 1987 en Moscú, Unión Soviética y comenzó a patinar en el año 1991. Fue entrenado por Rafael Arutiunián en Moscú hasta el año 2000. Al dejar a Arutiunián, el patinador se mudó a San Petersburgo para entrenar con Galina Káshina y más adelante con Alekséi Urmánov. Finalizó en el séptimo lugar del Campeonato del Mundo de 2008. En la temporada 2009-2010 Vóronov fue asignado a la Copa de China, donde ganó la medalla de bronce y finalizó en sexto lugar en el Trofeo Eric Bompard. Al finalizar la temporada dejó de entrenar con Urmánov y se mudó a Moscú para ser entrenado por Nikolái Morózov.

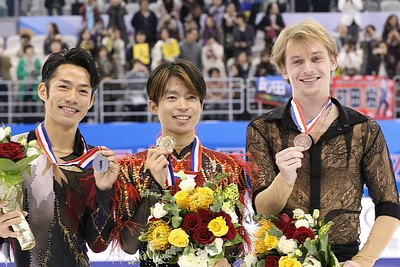
Vóronov (a la derecha) en la Copa de China de 2012.

Terminó en el lugar 17 del Campeonato del Mundo del 2012. Ganó la medalla de bronce en la Copa de China de 2012 y finalizó en séptimo lugar en el Trofeo NHK, más adelante ganó la medalla de plata en el Campeonato de Rusia de 2013. Vóronov se unió al grupo de Eteri Tutberidze y Serguéi Dudakov durante la temporada 2013-2014. Ganó la medalla de plata en el Trofeo de Finlandia y logró el noveno lugar en el Trofeo NHK. Además logró su primer oro en el Golden Spin de Zagreb de 2013 y obtuvo la medalla de bronce del Campeonato de Rusia de 2014. En el Campeonato de Europa, además de hacerse en la medalla de plata, logró una marca personal de 252.55 puntos. En la temporada 2014-2015 tuvo participaciones en la Copa Rostelecom y el Trofeo NHK, ganó la plata en ambas pruebas. Ganó el bronce en la Final del Grand Prix de 2014-2015, donde quedó Yuzuru Hanyu en primer lugar y Javier Fernández en segundo. Ganó la medalla de plata del Campeonato de Rusia de 2015, además participó en el Campeonato del Mundo de 2015 en China, donde quedó en el lugar 13. Obtuvo la quinta posición en la Copa de China de 2015 y sexto lugar en la Copa Rostelecom de 2015. A principios del año 2016, Vóronov se unió al grupo de entrenamiento de Inna Goncharenko.

### Programas
|           | Programa corto                                                     | Programa libre                                                 | Exhibición                                      |
| --------- | ------------------------------------------------------------------ | -------------------------------------------------------------- | ----------------------------------------------- |
| 2018–2019 | Appassionata de Secret Garden                                      | Way Down We Go de Kaleo                                        |                                                 |
| 2017–2018 | Tango de Astor Piazzolla (coreografía de Misha Ge)                 | Sarabande Suite (Aeternae) de Globus (coreografía de Misha Ge) | Autumn Leaves de Joseph Kosma, Johnny Mercer    |
| 2016–2017 | The Skin I Live In de Alberto Iglesias                             | Exogenesis: Symphony de Muse (coreografía de Nikolai Morozov)  | Can't Take My Eyes Off You de Frankie Valli     |
| 2015–2016 | Butterflies and Hurricanes de Muse (coreografía de Jeffrey Buttle) | Come Together de Marcus Miller                                 | Feeling Good de Michael Bublé                   |
| 2014–2015 | Danse macabre de Camille Saint-Saëns                               | Come Together de Marcus Miller                                 | Can't Take My Eyes Off You de Frank Sinatra     |
| 2013–2014 | Two Guitars (coreografía de Irina Zhuk)                            | Por Una Cabeza de Carlos Gardel (coreografía de Iliá Averbuj)  | Ave Maria de Schubert                           |
| 2012–2013 | Yáblochko de Reinhold Gliere                                       | Romeo y Julieta de Nino Rota                                   | You Are The Light There (You) de Allá Pugacheva |
| 2011–2012 | The Final Game de Hans Zimmer                                      | Pagliacci de Ruggiero Leoncavallo                              | Poka Gorit Svecha de Mashina Vremeni            |
| 2010–2011 | Tango de Roxanne de Moulin Rouge!                                  | Concierto de piano N°3 de Serguéi Rajmáninov                   | Romeo y Julieta de Nino Rota                    |
| 2009–2010 | Revolution Etude de Aleksandr Skriabin                             | Schindler's List de John Williams                              | Romeo y Julieta de Nino Rota                    |
| 2008–2009 | The Godfather de Nino Rota                                         | Tango de Astor Piazzolla                                       | Romeo y Julieta de Nino Rota                    |
| 2007–2008 | Concierto de piano n.° 2 de Serguéi Rajmáninov                     | Tango de Astor Piazzolla                                       | Still Loving You de The Scorpions               |
| 2006–2007 | Concierto de piano n.° 2 de Serguéi Rajmáninov                     | Pearl Harbor de Hans Zimmer                                    | Still Loving You de The Scorpions               |

### Resultados detallados
- Mejores marcas personales aparecen en negrita

| Temporada 2018-2019         |                                 |                |                |          |
| Fecha                       | Evento                          | Programa corto | Programa libre | Total    |
| 6–9 de diciembre de 2018    | Final del Grand Prix 2018-2019  | 5 82.96        | 6 143.48       | 6 226.44 |
| 9–11 de noviembre de 2018   | Trofeo NHK 2018                 | 2 91.37        | 2 162.91       | 2 254.28 |
| 19–21 de octubre de 2018    | Skate America 2018              | 4 78.18        | 4 148.26       | 3 226.44 |
| 19–22 de septiembre de 2018 | CS Trofeo Ondrej Nepela de 2018 | 2 81.77        | 2 157.96       | 2 239.73 |

| Temporada 2017-2018                     |                                   |                |                |              |
| Fecha                                   | Evento                            | Programa corto | Programa libre | Total        |
| 21–24 de diciembre de 2017              | Campeonato de Rusia de 2018       | 4 90.23        | 3 155.65       | 4 245.88     |
| 7–10 de diciembre de 2017               | Final del Grand Prix de 2017–2018 | 5 87.77        | 4 178.82       | 4 266.59     |
| 24–26 de noviembre de 2017              | Skate America 2017                | 3 87.51        | 3 169.98       | 3 257.49     |
| 10–12 de noviembre de 2017              | Trofeo NHK 2017                   | 1 90.06        | 1 181.06       | 1 271.12     |
| 26–29 de octubre de 2017                | CS Minsk-Arena Ice Star de 2017   | 1 78.75        | 1 171.35       | 1 250.10     |
| 21–23 de septiembre de 2017             | Trofeo Ondrej Nepela 2017         | 1 80.85        | 2 153.22       | 2 234.07     |
| Temporada 2016-2017                     |                                   |                |                |              |
| Fecha                                   | Evento                            | Programa corto | Programa libre | Total        |
| 20–26 de diciembre de 2016              | Campeonato de Rusia de 2017       | 3 85.89        | 8 147.73       | 7 233.62     |
| 18–20 de noviembre de 2016              | Copa de China 2016                | 4 82.93        | 4 160.83       | 3 243.76     |
| 21–23 de octubre de 2016                | Skate America 2016                | 5 78.68        | 5 166.60       | 4 245.28     |
| 30 de septiembre – 2 de octubre de 2016 | Memorial CS Ondrej Nepela 2016    | 1 80.21        | 1 157.21       | 1 237.42     |
| Temporada 2015-2016                     |                                   |                |                |              |
| Fecha                                   | Evento                            | Programa corto | Programa libre | Total        |
| 22–24 de abril de 2016                  | Trofeo por Equipos de 2016        | 9 62.55        | 8 132.79       | 2            |
| 24–27 de diciembre de 2015              | Campeonato de Rusia de 2016       | 9 76.29        | 5 161.39       | 5 237.68     |
| 24–29 de noviembre de 2015              | Trofeo NRW 2015                   | 1 84.53        | 3 139.42       | 3 223.95     |
| 20–22 de noviembre de 2015              | Copa Rostelecom 2015              | 4 84.17        | 7 160.43       | 6 244.60     |
| 6–8 de noviembre de 2015                | Copa de China 2015                | 3 80.99        | 8 141.18       | 5 222.17     |
| 9–11 de octubre de 2015                 | Trofeo de Finlandia 2015          | 1 79.06        | 7 134.28       | 3 213.34     |
| Temporada 2014-2015                     |                                   |                |                |              |
| Fecha                                   | Evento                            | Programa corto | Programa libre | Total        |
| 16–19 de abril de 2015                  | Trofeo Mundial por equipos 2015   | 5 79.09        | 5 161.92       | 5 241.01     |
| 23–29 de marzo de 2015                  | Campeonato del Mundo de 2015      | 4 84.70        | 17 133.71      | 13 218.41    |
| 26 de enero – 1 de febrero de 2015      | Campeonato Europeo de 2015        | 2 81.06        | 3 151.99       | 3 233.05     |
| 24–27 de diciembre de 2014              | Campeonato de Rusia de 2015       | 3 91.24        | 1 179.29       | 2 270.53     |
| 11–14 de diciembre de 2014              | Final del Grand Prix de 2014–2015 | 4 84.48        | 3 160.05       | 3 244.53     |
| 28–30 de noviembre de 2014              | Trofeo NHK 2014                   | 4 78.93        | 2 157.72       | 2 236.65     |
| 14–16 de noviembre de 2014              | Copa Rostelecom 2014              | 2 90.33        | 2 161.67       | 2 252.00     |
| 9–12 de octubre de 2014                 | Trofeo CS Finlandia 2014          | 1 75.06        | 2 146.05       | 1 221.11     |
| 24–27 de septiembre de 2014             | Trofeo CS Nebelhorn 2014          | 4 71.29        | 4 138.76       | 4 210.05     |
| Temporada 2013-2014                     |                                   |                |                |              |
| Fecha                                   | Evento                            | Programa corto | Programa libre | Total        |
| 15–19 de enero de 2014                  | Campeonato Europeo de 2014        | 2 85.51        | 2 167.04       | 2 252.55     |
| 24–27 de diciembre de 2013              | Campeonato de Rusia de 2014       | 3 89.10        | 3 160.34       | 3 249.44     |
| 5–8 de diciembre de 2013                | Trofeo Golden Spin 2013           | 1 81.64        | 1 163.43       | 1 245.07     |
| 8–10 de noviembre de 2013               | Trofeo NHK 2013                   | 6 79.80        | 9 141.38       | 9 221.18     |
| 18–20 de octubre de 2013                | Ice Star de 2013                  | 1 82.70        | 1 161.60       | 1 244.30     |
| 4–6 de octubre de 2013                  | Trofeo de Finlandia 2013          | 2 79.74        | 2 161.63       | 2 241.37     |
| Temporada 2012-2013                     |                                   |                |                |              |
| Fecha                                   | Evento                            | Programa corto | Programa libre | Total        |
| 23–27 de enero de 2013                  | Campeonato Europeo de 2013        | 5 78.38        | 7 131.80       | 7 210.18     |
| 25–28 de diciembre de 2012              | Campeonato de Rusia de 2013       | 2 87.69        | 2 166.37       | 2 254.06     |
| 22–25 de noviembre de 2012              | Trofeo NHK 2012                   | 7 70.03        | 7 144.85       | 7 214.88     |
| 2–4 de noviembre de 2012                | Copa de China 2012                | 3 73.58        | 3 144.03       | 3 217.61     |
| Temporada 2011-2012                     |                                   |                |                |              |
| Fecha                                   | Evento                            | Programa corto | Programa libre | Total        |
| 26 de marzo – 1 de abril de 2012        | Campeonato del Mundo de 2012      | 17 66.81       | 15 143.23      | 17 210.04    |
| 23–29 de enero de 2012                  | Campeonato Europeo de 2012        | 14 60.88       | 10 135.01      | 10 195.89    |
| 25–29 de diciembre de 2011              | Campeonato de Rusia de 2012       | 5 76.35        | 3 164.44       | 3 240.79     |
| 24–27 de noviembre de 2011              | Copa Rostelecom 2012              | 8 61.15        | 6 136.04       | 7 197.19     |
| Temporada 2010-2011                     |                                   |                |                |              |
| Fecha                                   | Evento                            | Programa corto | Programa libre | Total        |
| 1–5 de febrero de 2011                  | Universiada de invierno de 2011   | 3 71.98        | 2 132.56       | 2 204.54     |
| 26–29 de diciembre de 2010              | Campeonato de Rusia de 2011       | 13 60.14       | 3 144.57       | 4 204.71     |
| Temporada 2009-2010                     |                                   |                |                |              |
| Fecha                                   | Evento                            | Programa corto | Programa libre | Total        |
| 22–28 de marzo de 2010                  | Campeonato del Mundo de 2010      | 11 73.42       | 14 127.18      | 14 200.60    |
| 18–24 de enero de 2010                  | Campeonato Europeo de 2010        | 17 60.27       | 12 125.11      | 14 185.38    |
| 22–27 de diciembre de 2009              | Campeonato de Rusia de 2010       | 2 95.64        | 4 144.37       | 2 240.01     |
| 29 de octubre – 1 de noviembre de 2009  | Copa de China 2009                | 2 81.40        | 3 138.99       | 3 220.39     |
| 15–18 de octubre de 2009                | Trofeo Éric Bompard 2009          | 4 72.80        | 6 131.65       | 6 204.45     |
| 8–11 de octubre de 2009                 | Trofeo de Finlandia 2009          | 3 68.50        | 1 141.72       | 2 210.22     |
| Temporada 2008-2009                     |                                   |                |                |              |
| Fecha                                   | Evento                            | Programa corto | Programa libre | Total        |
| 15–19 de abril de 2009                  | Trofeo por equipos de 2009        | 4 71.42        | 8 125.28       | 5T/7P 196.70 |
| 23–29 de marzo de 2009                  | Campeonato del Mundo de 2009      | 9 72.15        | 14 129.89      | 13 202.04    |
| 20–25 de enero de 2009                  | Campeonato Europeo de 2009        | 6 71.29        | 13 113.67      | 9 184.96     |
| 24–28 de diciembre de 2008              | Campeonato de Rusia de 2009       | 1              | 1              | 1 238.68     |
| 20–23 de noviembre de 2008              | Copa de Rusia de 2008             | 12 58.50       | 6 131.81       | 7 190.31     |
| 30 de octubre – 2 de noviembre de 2008  | Skate Canada International 2008   | 5 70.45        | 5 131.14       | 6 201.59     |
| 9–12 de octubre de 2008                 | Trofeo de Finlandia 2008          | 5 65.95        | 1 134.57       | 3 200.52     |
| Temporada 2007–2008                     |                                   |                |                |              |
| Fecha                                   | Evento                            | Programa corto | Programa libre | Total        |
| 16–23 de marzo de 2008                  | Campeonato del Mundo de 2008      | 15 65.26       | 4 144.67       | 7 209.93     |
| 21–27 de enero de 2008                  | Campeonato Europeo de 2008        | 6 64.26        | 3 145.87       | 4 210.13     |
| 3–7 de enero de 2008                    | Campeonato de Rusia de 2008       | 1              | 1              | 1 231.07     |
| 15–18 de noviembre de 2007              | Trofeo Éric Bompard 2007          | 4 68.70        | 2 140.21       | 2 208.91     |
| Temporada 2006–2007                     |                                   |                |                |              |
| Fecha                                   | Evento                            | Programa corto | Programa libre | Total        |
| 20–25 de marzo de 2007                  | Campeonato del Mundo de 2007      | 22 60.50       | 19 116.07      | 19 176.57    |
| 17–27 de enero de 2007                  | Universiada de invierno de 2007   | 6 61.01        | 4 123.21       | 5 184.22     |
| 4–7 de enero de 2007                    | Campeonato de Rusia de 2007       | 4              | 7              | 6 195.30     |
| 2–5 de noviembre de 2006                | Skate Canada International 2006   | 9 58.35        | 9 107.38       | 10 165.73    |
| 26–29 de octubre de 2006                | Skate America 2006                | 9 56.40        | 4 116.63       | 7 173.03     |
| 6–8 de octubre de 2006                  | Trofeo de Finlandia 2006          | 7 47.84        | 5 110.13       | 6 157.97     |